# Кантария, Ироди Ивлонович
Ироди Ивлонович Кантария (1914, Зугдидский уезд, Кавказское наместничество — 1978, Зугдидский муниципалитет, Самегрело — Земо-Сванети) — председатель колхоза имени газеты «Комунисти» Зугдидского района Грузинской ССР. Герой Социалистического Труда (1949).

## Биография
Родился в 1913 году в крестьянской семье в одном из сельских населённых пунктов Зугдидского уезда (сегодня — Зугдидский муниципалитет). В годы Великой Отечественной войны был избран председателем колхоза имени газеты «Комунисти» Зугдидского района.
В 1948 году колхоз «Комунисти» под руководством Ироди Кантарии сдал государству в среднем с каждого гектара по 20,1 центнера табака сорта «Самсун» на участке площадью 12 гектаров. Указом Президиума Верховного Совета СССР от 3 мая 1949 года удостоен звания Героя Социалистического Труда «за получение высоких урожаев кукурузы и табака в 1948 году» с вручением ордена Ленина и золотой медали «Серп и Молот».
Этим же Указом званием Героя Социалистического Труда был также награждён труженик колхоза имени газеты «Комунисти» Илларион Антонович Антия.
Проживал в Зугдидском районе. Дата смерти не установлена.
Награды
- Герой Социалистического Труда
- Орден Ленина
- Орден Октябрьской Революции(08.04.1971)
- Орден «Знак Почёта» (14.02.1975)
- Медаль «За трудовую доблесть» (25.12.1959)
- Медаль «За трудовое отличие» (24.02.1946)